# El león maldito
El león maldito es una pintura creada en 1895 por el pintor francés Jean-Léon Gérôme. Esta pintura al óleo sobre lienzo de ambiente oriental, de 81 × 65 cm, representa a un león muerto, abatido después de matar a un hombre. Es parte de una colección privada.

## Descripción
Un león muerto yace cerca de una fuente en el suelo de un patio interior de una residencia de estilo morisco. De la boca del león ha fluido sangre. Junto a él se encuentra un hombre mayor apoyado en una vara y señalando al animal con el puño cerrado. Detrás de él permanecen respetuosamente tres hombres, entre ellos un soldado.
Al fondo, bajo la arcada en sombra, se puede ver una vela y el cuerpo tendido del sultán muerto, durante una fallida cacería, por el animal abatido.
La firma del artista se encuentra en la parte inferior izquierda, al pie del pilar a pleno sol.

## Tema
El león es uno de los temas favoritos del artista, y pintó muchos cuadros sobre este, llegando incluso a poseer uno real como mascota.
Esta escena podría derivar del dolor que tuvo que afrontar el artista al perder a su único hijo varón en 1891.

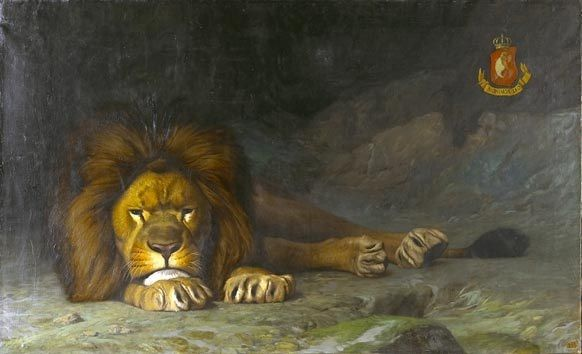
Nominor Leo.
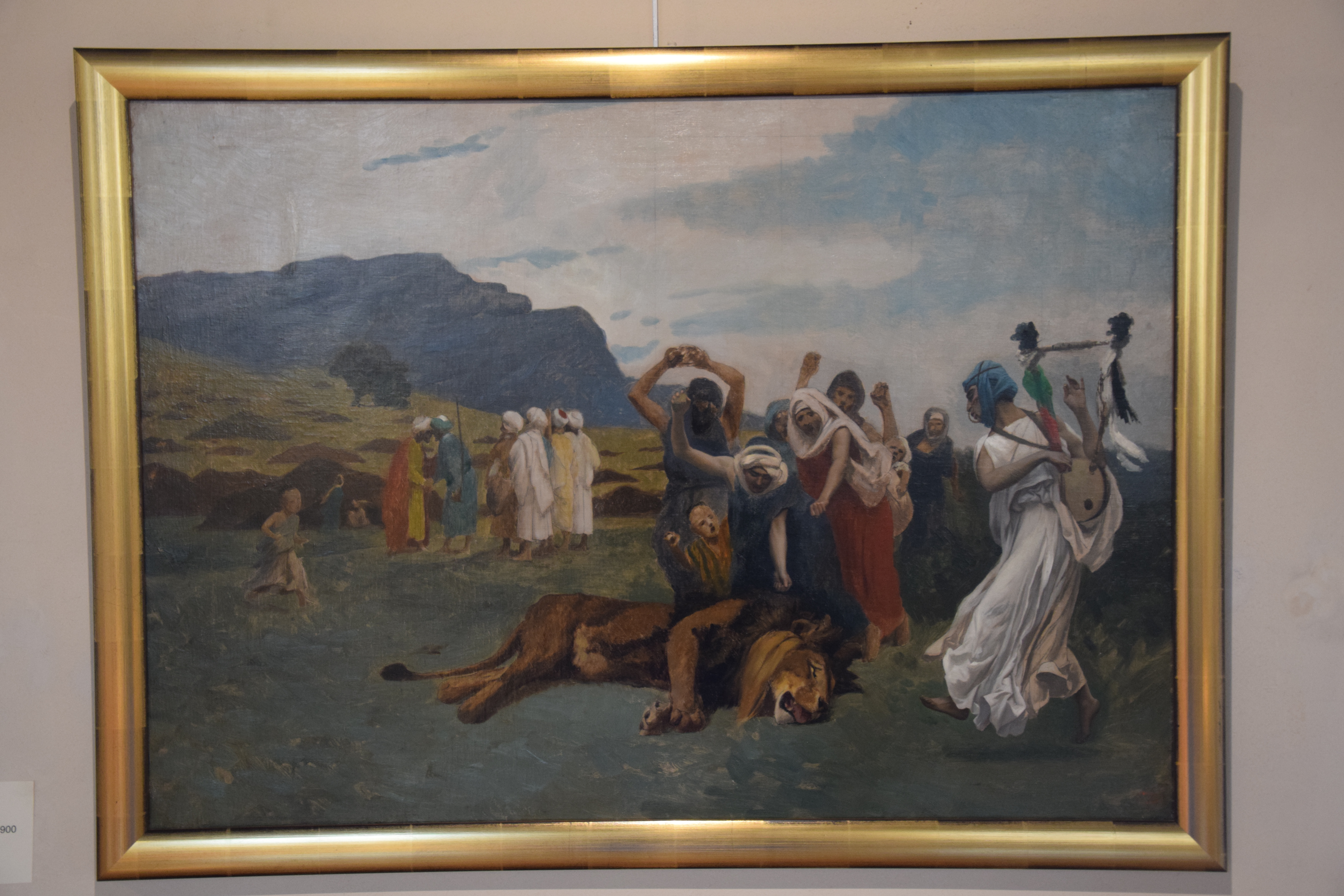
La caza del león.
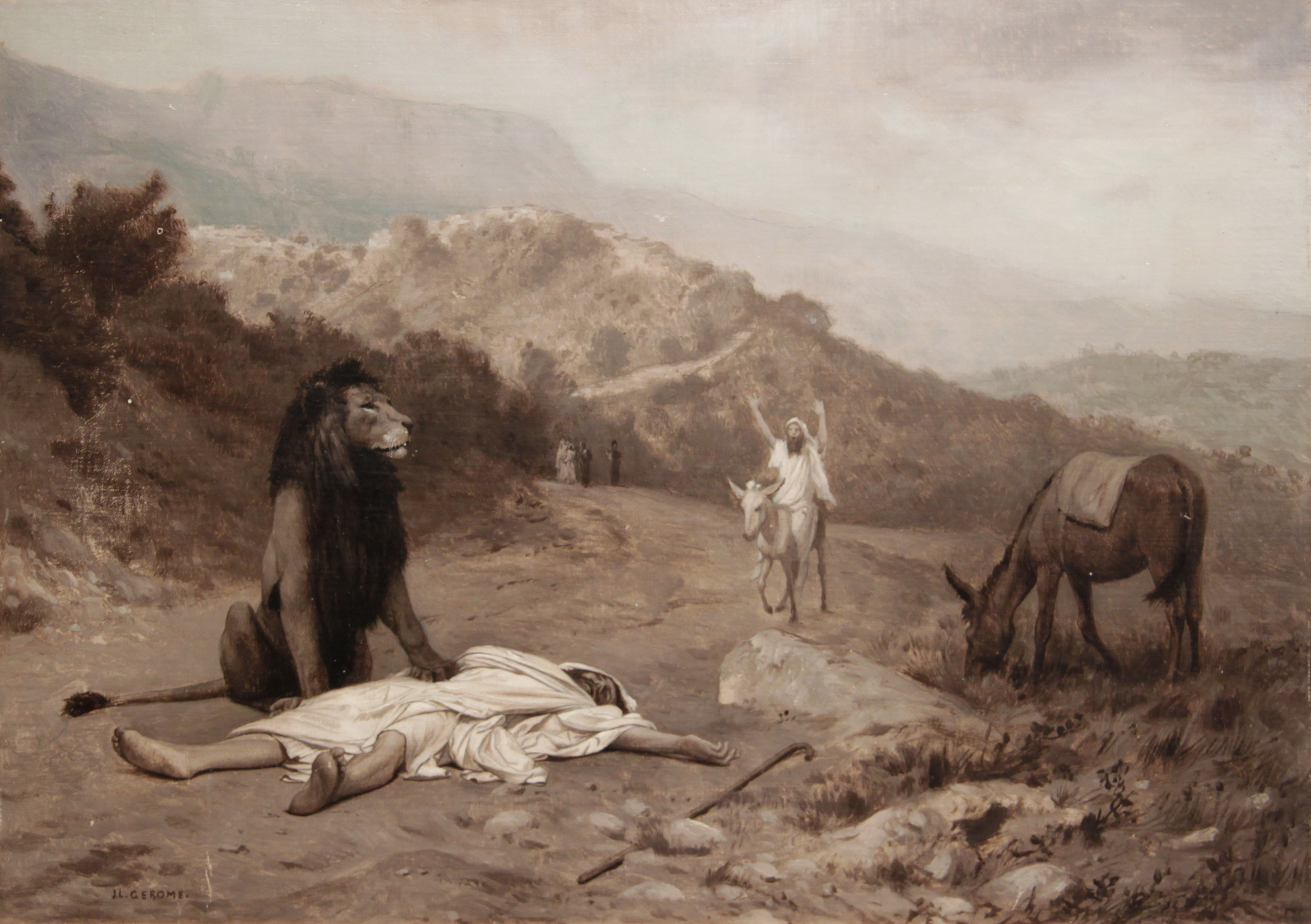
El profeta desobediente.